# Pierre de Montenach
Pierre de Montenach (* 27. Februar 1633 in Freiburg im Üechtland; † 6. Juli 1707 ebenda) war ein Schweizer römisch-katholischer Geistlicher und Bischof von Lausanne.

## Leben
Er war der Sohn des Staatskanzlers Georges de Montenach und der Marguerite Weck. Pierre de Montenach besuchte das Kollegium in Freiburg und studierte in Wien und Genua. Die Priesterweihe empfing er am 16. Mai 1656. Er war seit 1655 Rektor der Liebfrauenkirche Freiburg und wurde 1658 Offizial des Bistums. Ab 1679 war er Propst von St. Nikolaus in Freiburg.
Nach vierjähriger Vakanz des Bischofssitzes wurde Pierre de Montenach am 20. Dezember 1688 von Papst Innozenz XI. zum Bischof von Lausanne ernannt, wobei er die Propstei beibehielt. Die Bischofsweihe spendete ihm am 15. Mai 1689 in St. Nikolaus Johann Kaspar Schnorf, Weihbischof in Basel. Nachdem er als erster Angehöriger des Freiburger Patriziats zum Bischof seiner Heimatstadt ernannt worden war, löste sich das Problem der Residenzpflicht der Lausanner Bischöfe, das seit der Einführung der Reformation in der Waadt 1536 bestanden hatte. Er war der erste römisch-katholische Bischof, der beständig innerhalb des Hoheitsgebiets der Dreizehn Alten Orte der Eidgenossenschaft residierte.